# Gymnoscalpellum insigne
Gymnoscalpellum insigne är en kräftdjursart som först beskrevs av Hoek 1883.  Gymnoscalpellum insigne ingår i släktet Gymnoscalpellum och familjen Scalpellidae. Inga underarter finns listade i Catalogue of Life.